# إبراهيما نداي (لاعب كرة قدم، مواليد 1994)
إبراهيما نداي (بالفرنسية: Ibrahima Mame N'Diaye)‏ لاعب كرة قدم سنغالي ، ويلعب حاليًا لنادي نابريداك كروشيفاتس الصربي في مركز الهجوم.

## مسيرته الكروية

### مع الأندية
كانت بداياته في دوري السنغال الممتاز موسم 2010–2011 مع نادي لانجير ، ثم انتقل إلى نادي نابريداك كروشيفاتس الصربي في أغسطس 2012 لمدة أربع مواسم ونصف، وشارك مع الفريق في الدوري الممتاز وأيضًا في دوري الدرجة الأولى ، فكانت بداياته مع الفريق الصربي في دوري الدرجة الأولى موسم 2012–2013 ، ثم صعدوا إلى دوري السوبر في الموسم التالي، وهبطوا مرة أخرى موسم 2014–2015 ثم صعدوا مرة أخرى موسم 2015–2016. وفاز معهم ببطولة دوري الدرجة الأولي في المرتين اللتين صعدوا فيهم إلى دوري السوبر وهما: موسم 2012–2013 , وموسم 2015–2016.

### مع المنتخب
شارك مع منتخب الشباب السنغالي في بطولة أفريقيا تحت 17 سنة لكرة القدم 2011 ، وأحرز خلالها هدف وحيد كان أمام المنتخب المصري ضمن مباريات المجموعة الأولى.

## إحصائيات مشاركاته
آخر تحديث في 29 ديسمبر 2016

### مع الأندية
| الفريق             | الموسم    | الدوري  | الدوري | الكأس   | الكأس | البطولات القارية | البطولات القارية | الإجمالي | الإجمالي |
| الفريق             | الموسم    | مشاركات | أهداف  | مشاركات | أهداف | مشاركات          | أهداف            | مشاركات  | أهداف    |
| ------------------ | --------- | ------- | ------ | ------- | ----- | ---------------- | ---------------- | -------- | -------- |
| لانجير             | 2010–2011 | 4       | 0      |         |       | —                | —                | 4        | 0        |
| لانجير             | 2011–2012 | 5       | 1      |         |       | —                | —                | 5        | 1        |
| لانجير             | الإجمالي  | 9       | 1      |         |       | —                | —                | 9        | 1        |
| نابريداك كروشيفاتس | 2012–2013 | 7       | 2      | 0       | 0     | —                | —                | 7        | 2        |
| نابريداك كروشيفاتس | 2013–2014 | 17      | 5      | 1       | 0     | —                | —                | 18       | 5        |
| نابريداك كروشيفاتس | 2014–2015 | 31      | 5      | 1       | 0     | —                | —                | 32       | 5        |
| نابريداك كروشيفاتس | 2015–2016 | 23      | 10     | 2       | 0     | —                | —                | 25       | 10       |
| نابريداك كروشيفاتس | 2016–2017 | 20      | 3      | 1       | 0     | —                | —                | 21       | 3        |
| نابريداك كروشيفاتس | الإجمالي  | 98      | 25     | 5       | 0     | —                | —                | 103      | 25       |

## روابط خارجية
- إبراهيما نداي على موقع الاتحاد الأوربي (الإنجليزية)
- إبراهيما نداي على موقع قاعدة بيانات كرة القدم.إي يو (الإنجليزية)
- إبراهيما نداي على موقع Soccerway.com (الإنجليزية)
- إبراهيما نداي على موقع عالم كرة القدم.نت (الإنجليزية)

- Ibrahima N'diaye